# Frisia III (Schiff, 1960)
Die Frisia III war ein Seebäderschiff der Reederei Norden-Frisia.

## Geschichte
Die Inselfähre wurde 1960 von der Meyer Werft in Papenburg als Frisia III gebaut und bediente die Strecke Norddeich – Norderney. Zwischen 1964 und 1976 wurde das Schiff in den Sommermonaten hauptsächlich für Fahrten nach Helgoland eingesetzt, dabei zweimal in der Woche von Norderney, einmal in der Woche von Langeoog und alle 2 Wochen von Spiekeroog aus. Von 1977 bis zum Verkauf 1998 wurde das Schiff hauptsächlich für Ergänzungs- und Ausflugsfahrten eingesetzt.

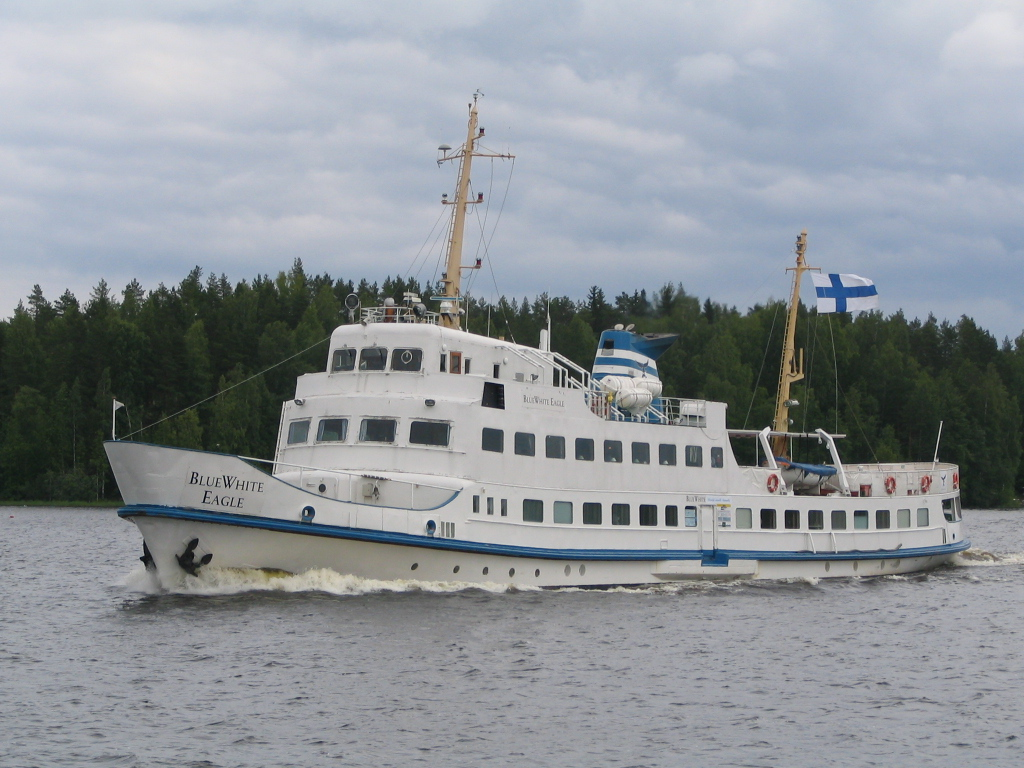
2008 als BlueWhite Eagle

Im Jahr 2000 wurde es von Nurmes Marina in Finnland gekauft und in Koli III umbenannt. 2004 wurde das Schiff mit Kabinen für Mehrtagesfahren ausgerüstet und zwischen Nurmes – Koli – Lieksa – Joensuu und Savonlinna eingesetzt.
2007 wurde es erneut verkauft und bekam den Namen BlueWhite Eagle.
Bis 2017 lag das Schiff in Lappeenranta auf. Im August wurde das Schiff zum Abbruch verkauft und im Oktober 2017 bei der Turku Repair Yard in Naantali abgewrackt.